# Adèle Daminois
Adèle Daminois, cuyo nombre real era Angélique Adèle Huvey (21 de diciembre de 1789-5 de marzo de 1876) fue una novelista y dramaturga francesa. Fue la madre de Maria du Fresnay, así como la abuela de Marie-Caroline du Fresnay y de Ange du Fresnay.
Es conocida por sus numerosos artículos a favor de la emancipación de la mujer y su acceso a trabajos y reconocimientos, así como por sus conferencias en la Athénée des Arts. Fue autora de novelas costumbristas.

## Obras
- 1819: Léontine de Werteling, 2 vols.
- 1819: María
- 1821: Alfred et Zaïda, 3 vols.
- 1823: Mareska et Oscar, 4 vols.
- 1823: La Chasse au renard, vodevil en 1 acto, con Amable de Saint-Hilaire
- 1824: Lydie, ou la Créole, 3 vols.
- 1825: Charles, ou le Fils naturel, 4 vols.
- 1826: Alaïs, ou la Vierge de Ténédos, cuento
- 1827: Mes souvenirs, ou Choix d'anécdotas
- 1832: Un mosaico, 2 vols.
- 1834: El prisionero de Gisors
- 1836: Le Cloître au XIXème siècle
- 1838: Une âme d'enfer